# Orthenbrug

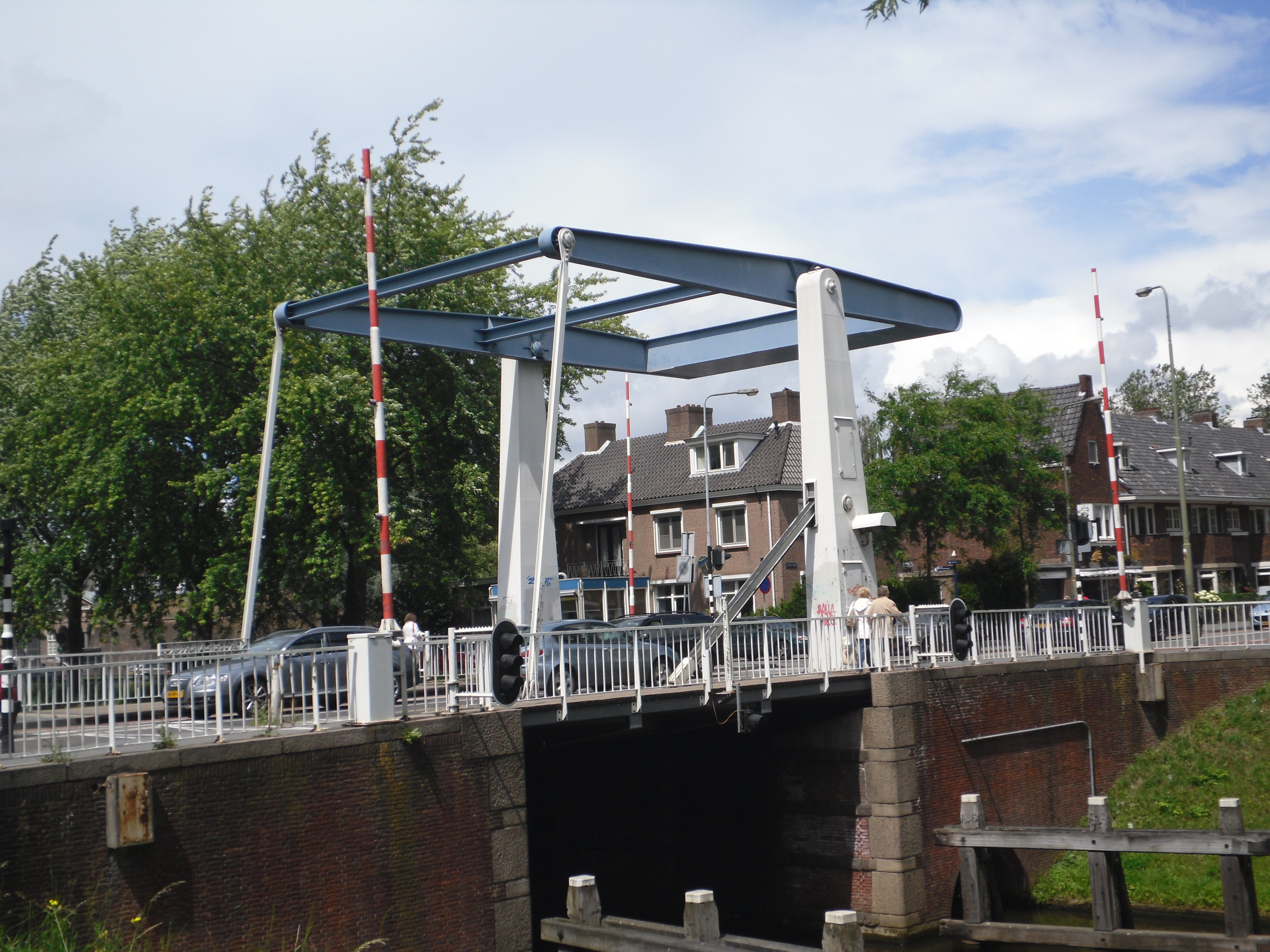
De Orthenbrug over de Zuid-Willemsvaart in 's-Hertogenbosch.

De Orthenbrug is een ophaalbrug over de Zuid-Willemsvaart in de centrum van de Nederlandse stad 's-Hertogenbosch.
De uit 1937 stammende brug staat vlak bij de Citadel, waar de Zuid-Willemsvaart samen met de Dommel en de Aa samen komen om verder te stromen als Dieze.
De brug is tijdens de Tweede Wereldoorlog zwaar beschadigd en pas in 1954 hersteld en in gebruik genomen. De weg die eroverheen gaat, de Citadellaan, is de oude doorgaande weg vanuit Vught naar Orthen.
De Orthenbrug is in het najaar van 2019 volledig gerenoveerd en niet meer bedienbaar. Het nieuwe brugdek is gemaakt van composiet. De maximale doorvaarthoogte is 3,80 bij +2,20 KP en de doorvaartbreedte is 6,70 meter. In het brugwachtershuisje bij de brug zit sinds enkele jaren een koffiehuisje. 